# 골트바흐의 추측
골트바흐의 추측(Goldbach's conjecture)은 오래전부터 알려진 정수론의 미해결 문제로, 2보다 큰 모든 짝수는 두 개의 소수(Prime number)의 합으로 표시할 수 있다는 것이다. 이때 하나의 소수를 두 번 사용하는 것은 허용한다.

## 기원
1742년 6월 7일, 프로이센의 수학자 크리스티안 골트바흐(Christian Goldbach)는 레온하르트 오일러에게 편지를 보내 다음과 같은 추측을 제안하였다.
두 소수의 합으로 표현 가능한 모든 정수는, 모든 항이 1이 될 때까지 원하는 만큼 얼마든지 많은 개수의 소수의 합으로 분해할 수 있다.

그는 편지의 말미에 다음과 같은 두 번째 추측을 했다.
2보다 큰 모든 정수는 세 개의 소수의 합으로 표현가능하다.

그는 1을 소수로 취급했지만 후에 이 개념은 폐기되었다. 이 두 추측은 동치이지만 당시에 이슈가 되지는 못했다. 골트바흐의 마지막 문장은 오늘날의 개념으로 다음과 같이 설명할 수 있다
5보다 큰 모든 정수는 세 소수의 합으로 표현가능하다.

오일러는 1742년 6월 30일에 답장을 보내 골트바흐와 한 예전의 대화를 떠올리면서 다음과 같은 문장으로 바뀌었다.
2보다 큰 모든 짝수는 두 소수의 합으로 표현가능하다.

이것은 골트바흐의 원래 추측을 포함한다. 모든 짝수가 두 소수의 합으로 표현가능하다면, 홀수의 경우 3을 더하면 되고, 짝수의 경우는 2를 더하면 세 소수의 합으로도 표현가능해지기 때문이다.

## 골트바흐 추측의 종류
위 추측을 강한 골트바흐의 추측(strong Goldbach conjecture)이라고 부르고 최초에 골트바흐가 제시했던 '5보다 큰 모든 정수는 세 소수의 합으로 표현 가능하다'는 주장은 약한 골트바흐의 추측(weak Goldbach conjecture)이라고 불린다. 강한 골트바흐의 추측이 참이라면, 약한 골트바흐의 추측은 당연히 참이 된다. 강한 골든바흐의 추측을 짝수 골트바흐 추측(even number Goldbach conjecture), 약한 골든바흐의 추측을 홀수 골트바흐 추측(odd number Goldbach conjecture)이라 부르는 사람도 있다.

## 골트바흐 숫자
예를 들어, 50까지의 짝수는
4 = 2+2
6 = 3+3
8 = 3+5
10 = 3+7 = 5+5
12 = 5+7
14 = 3+11 = 7+7
16 = 3+13 = 5+11
18 = 5+13 = 7+11
20 = 3+17 = 7+13
22 = 3+19 = 5+17 = 11+11
24 = 5+19 = 7+17 = 11+13
26 = 3+23 = 7+19 = 13+13
28 = 5+23 = 11+17
30 = 7+23 = 11+19 = 13+17
32 = 3+29 = 13+19
34 = 3+31 = 5+29 = 11+23 = 17+17
36 = 5+31 = 7+29 = 13+23 = 17+19
38 = 7+31 = 19+19
40 = 3+37 = 11+29 = 17+23
42 = 5+37 = 11+31 = 13+29 = 19+23
44 = 3+41 = 7+37 = 13+31
46 = 3+43 = 5+41 = 17+29 = 23+23
48 = 5+43 = 7+41 = 11+37 = 17+31 = 19+29
50 = 3+47 = 7+43 = 13+37 = 19+31
위와 같이, 두 개의 소수의 합으로 표현할 수 있다. 그러나 모든 짝수에서 가능한지는 아직까지 해결하지 못하고 있다.

## 확인된 수치적 결과

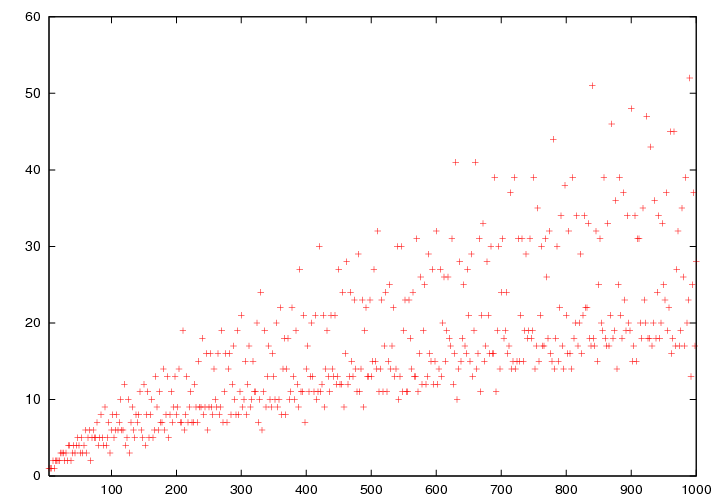
짝수 n을 두 소수의 합으로 표현하는 방법의 수 (4 ≤ n ≤ 1,000)

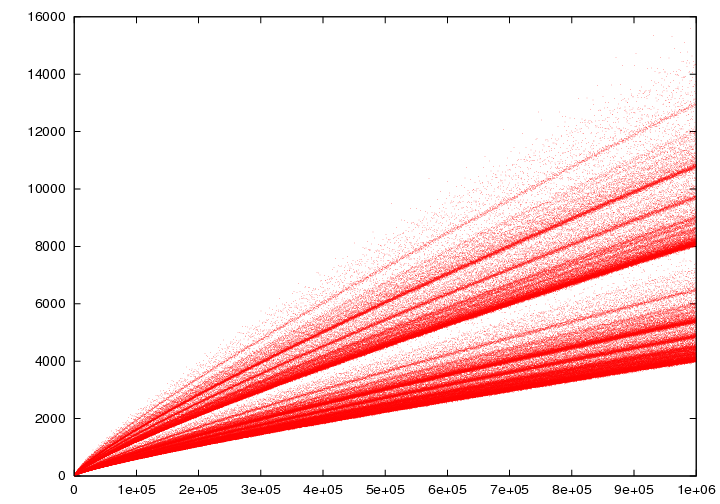
짝수 n을 두 소수의 합으로 표현하는 방법의 수 (4 ≤ n ≤ 1,000,000)

컴퓨터로 직접 계산하여 짝수가 두 소수의 합인지 확인하는 시도가 예전부터 있었다. T. Oliveirae Silva는 {\displaystyle 10^{18}} 이하에서 골트바흐의 추측이 참임을 확인했다.
골트바흐의 추측은 반드시 두 소수의 합으로 표현하는 방법이 유일하다고 주장하는 것은 아니다. 소수 한 쌍의 합으로 표현하는 방법은 여러가지가 있을 수 있고, 같은 두 수를 쓸 수도 있다.

## 최근의 결과
- 1930년 러시아 수학자 Lev Schnirelmann은 4보다 큰 모든 짝수는 20개 이하의 소수의 합으로 표현 가능함을 증명했다. 20이라는 수치는 수학자들이 계속 줄여왔고, 2013년 약한 골트바흐의 추측이 증명됨으로써 4까지 줄어들었다.
- 1937년 러시아 수학자 Vinogradov는 매우 놀라운 결과를 발표했는데, 충분히 큰 수 이상의 홀수에 대해 약한 골트바흐의 추측이 참이라는 것을 증명하였다. 여기서 충분히 큰 수는 {\displaystyle 3^{3^{15}}} 이었는데, 이후 중국 수학자 첸(천징룬)과 왕에 의해 이 값은 {\displaystyle 3.33\times 10^{43000}}까지 떨어졌다. 그러나 남은 결과를 직접 확인하기에는 여전히 큰 수이다.
- 1975년 미국의 수학자 휴 몽고메리 (Hugh Montgomery)와 영국의 수학자 로버트 찰스 본(Robert Charles Vaughan)은 "대부분"의 짝수는 두 소수의 합으로 표현 가능함을 증명했다. 즉, 두 소수의 합으로 표현가능하지 않은 짝수 개수의 비율의 극한값이 숫자 0에 수렴한다는 것을 증명한 것이었다.
- 2013년 Harald Helfgott은 위의 충분히 큰 수 이하의 홀수들에 대해 약한 골트바흐의 추측이 참임을 증명하였고, 따라서 약한 골트바흐의 추측은 참임이 증명되었다.[3][4]

## 쌍둥이 소수 추측과의 관계
쌍둥이 소수 추측 (twin prime conjecture)과 골트바흐의 추측은 구조적으로 유사성이 있다. 쌍둥이 소수 추측은 {\displaystyle p}와 {\displaystyle p+2}가 모두 소수인 수가 무한히 많다는 것이다. 즉, {\displaystyle k(k+2)}에서 정확히 두 개의 소인수를 가지는 수가 무한히 많다는 추측이다. 골트바흐 추측은 4 이상의 모든 짝수에 대해 두 소수의 합으로 표현 가능하다는 것, 다시 말해서, 모든 4 이상의 짝수 {\displaystyle n}에 대해 {\displaystyle k(n-k)}가 두 개의 소인수를 가지는 1과 {\displaystyle n-1} 사이의 k가 반드시 존재한다는 추측이다. 이러한 구조적 유사성 때문에 두 추측은 같이 다루어져 왔으며, 지금까지 검증된 수치적 자료들도 이를 뒷받침하는 듯 보인다.

## 같이 보기
- 수학의 미해결 문제
- 천의 정리
- 리만 제타 함수
- 디리클레 급수
- 오일러의 곱셈 공식